# Museo Suizo de la Cámara Fotográfica

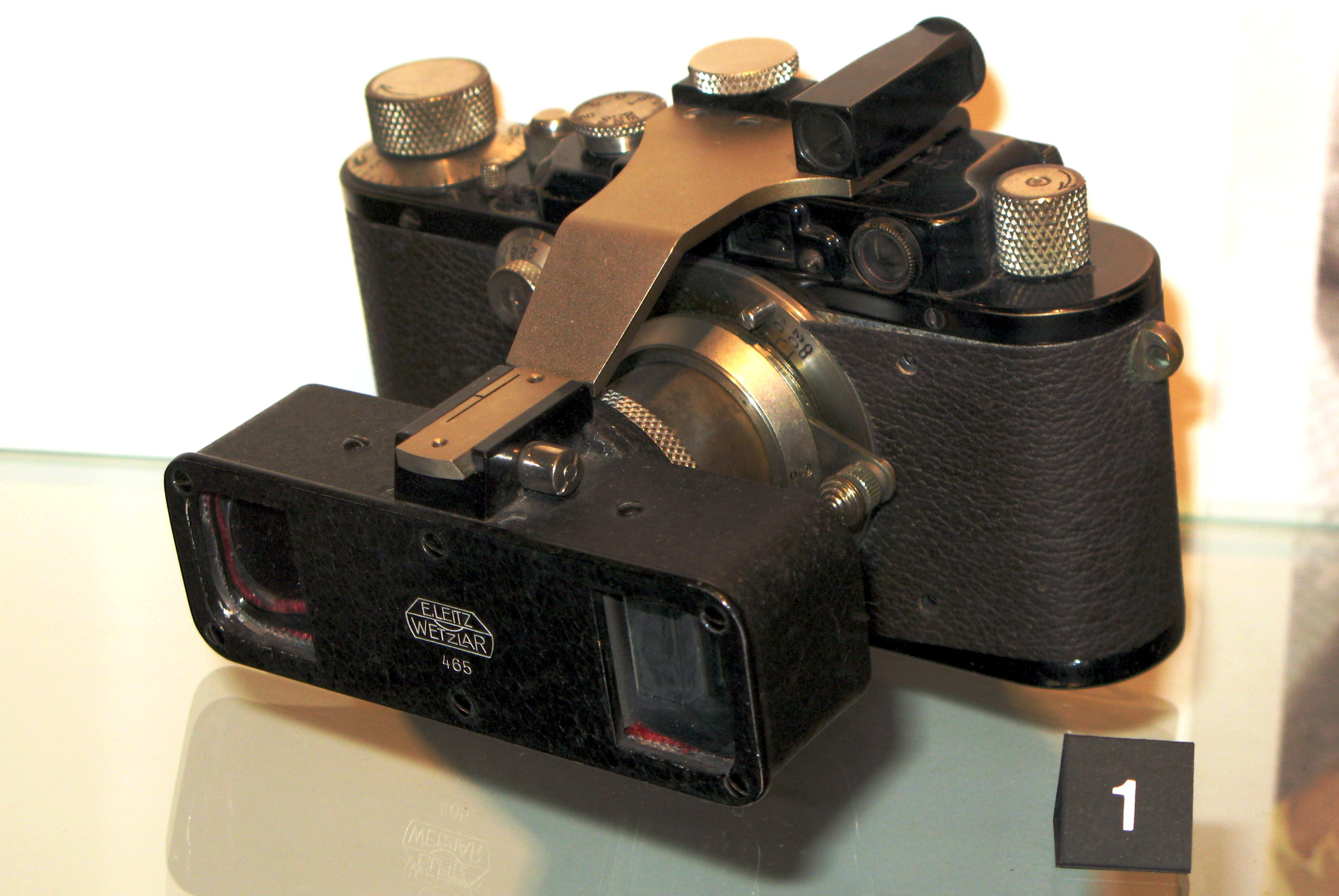
Cámara Leica estereoscópica.

El Museo Suizo de la Cámara fotográfica (en idioma francés : Musée suisse de l'appareil photographique) es un museo especializado en cámaras fotográficas  situado en Vevey.
La colección permanente del museo permite un recorrido por la historia de la fotografía a través de una colección de cámaras fotográficas antiguas. Mención especial mereca la colección de cámaras de la marca Alpa que fueron producidas en Suiza.
Desde 1971 la ciudad de Vevey acogió una exposición retrospectiva de la historia de la fotografía basada en la colección de cámaras de Michel Auer, cuyo éxito proporcionó la idea de crear un museo dedicado a las cámaras fotográficas. Fundado por Claude-Henry Forney se abrió al público en 1979 en el número 5 de la Grande Place, pero en 1989 se trasladó a un edificio del siglo XVIII restaurado por el arquitecto H. Fovanna que se encuentra situado en el callejón de los Anciens-Fossés y unido a un edificio contiguo situado en la Grande Place mediante un paso subterráneo, ya que se podría realizar una ampliación como la que hizo el arquitecto Joel Brönnimann en 2001. 
El museo es una institución dependiente de la ciudad de Vevey y dispone del apoyo de los Amigos del Museo y de la Fundación con el mismo nombre.